# Haxo (Métro Paris)
Haxo [akso] ist eine nie eröffnete Station der Pariser Métro im 19. Arrondissement. Sie liegt an einer internen Verbindungsstrecke zwischen den Stationen Place des Fêtes (Linie 7bis) und Porte des Lilas (Linie 3bis) unter dem Boulevard Sérurier und wurde 1921 mit nur einem Richtungsbahnsteig erbaut. Im Zuge der geplanten Zusammenlegung der Linien 3bis und 7bis ist die Eröffnung der Station als Option vorgesehen.

## Name
Namengebend ist die Rue Haxo, an deren nördlichem Ende sich die Station befindet. François Nicolas Benoît Haxo war ein französischer General, Festungsbauer, Spezialist für den Belagerungskrieg und Generalinspektor des Geniewesens.

## Geschichte

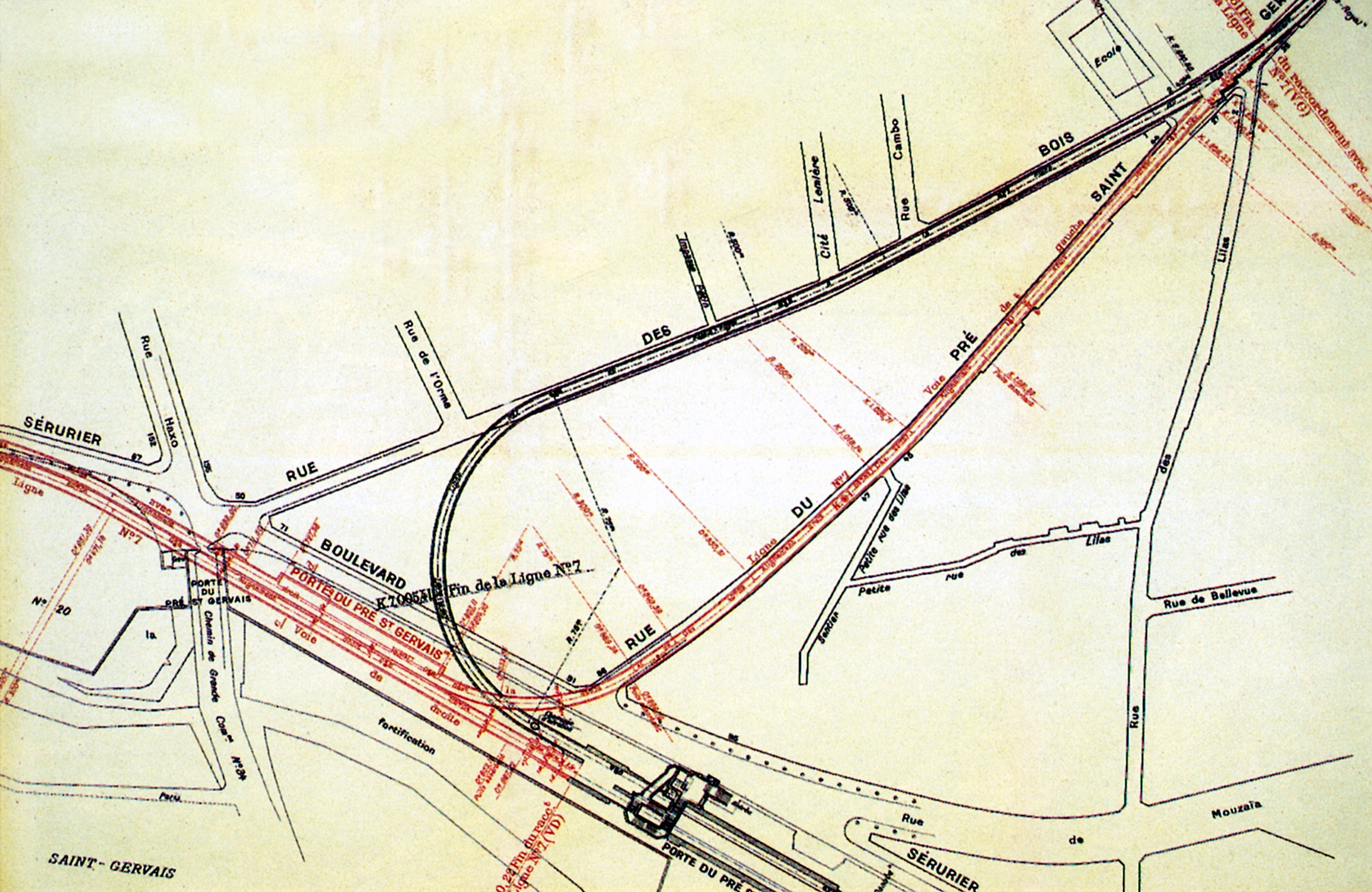
Genaue Lage von Haxo (in rot als Porte du Pré St Gervais beschriftet) mit Voie des Fêtes und Voie navette (beide rot) sowie der aktuellen Schleife der 7bis (schwarz) mit den Stationen Pré-Saint-Gervais (unten mittig) und Place des Fêtes (oben rechts); Norden ist unten

Die Stationen Porte des Lilas und Pré-Saint-Gervais sollten in den 1920er Jahren miteinander verbunden werden. Während die Stadtverwaltung von Paris als Eigentümerin des Metronetzes die Idee hatte, Züge der Linie 3 auch auf der Strecke der Linie 7 fahren zu lassen, galt das nicht für die damalige Betreibergesellschaft Compagnie du Métropolitain de Paris (CMP), die nur Schwierigkeiten im Betriebsablauf bei gleichzeitig zu geringen Einnahmen sah.

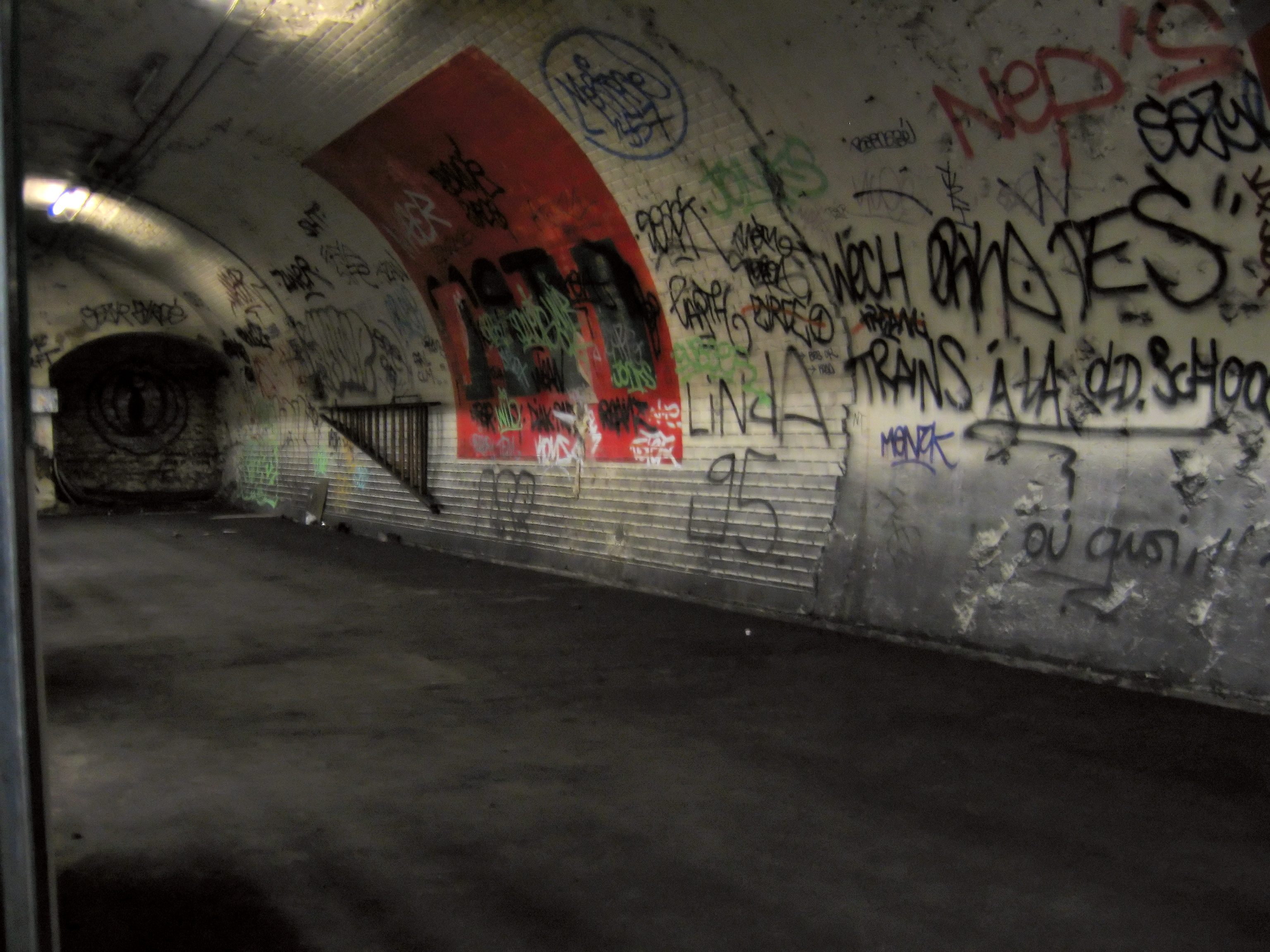
Nie realisierter Ausgang am Südende des Bahnsteigs

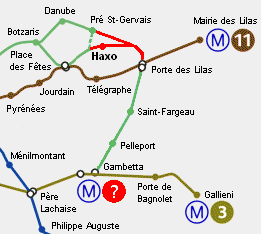
Lage der Station

Die Tunnelanlagen und Gleise wurden dennoch gebaut. Eine eingleisige Strecke, Voie des Fêtes genannt, verbindet seither die Station Place des Fêtes mit der Station Porte des Lilas. Von der Rue du Pré-Saint-Gervais kommend und unter dem Boulevard Sérurier nach Süden abzweigend verpasst der eingleisige Verbindungstunnel die Métrostation Pré-Saint-Gervais um nur wenige Meter, weshalb man für die in Richtung Porte des Lilas fahrenden Züge einen separaten Richtungsbahnsteig wenige Meter südlich der Station Pré-Saint-Gervais anlegte: Haxo.
Für die Gegenrichtung wurde ein zweites Gleis, genannt Voie navette, gebaut, das auf direktem Weg die Station Porte des Lilas ohne Zwischenstation mit Pré-Saint-Gervais verbindet. Da der Plan einer durchgehenden Verbindung der Linien 3 und 7 jedoch bald aufgegeben wurde, wurde schließlich beschlossen, lediglich einen Pendelverkehr (französisch navette) zwischen Porte des Lilas und Pré-Saint-Gervais ohne Nutzung der Voie des Fêtes einzurichten, der sich jedoch keiner großen Beliebtheit erfreute. Die Station Haxo an der Voie des Fêtes wurde daher niemals in Betrieb genommen, selbst der Zugang vom Straßenniveau zur Station wurde nie gebaut. Sie wird heutzutage im Rahmen von Tunneltouren angefahren.

## Zukünftige Entwicklung

Voie des Fêtes und Voie navette

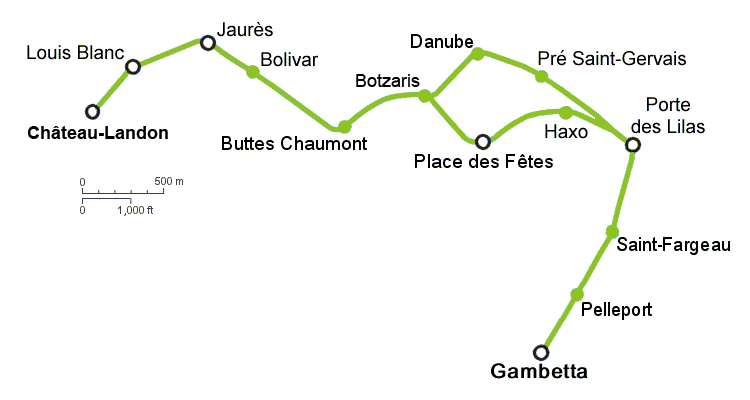
Eventueller Linienverlauf nach der Zusammenlegung

Eine Zusammenlegung der Linien 3bis und 7bis wurde 2013 im Verkehrswegeplan für den Großraum Paris für den Zeitraum nach 2030 vorgesehen. Dabei würde neben den Strecken Voie navette und Voie des Fêtes auch die Station Haxo eventuell miteinbezogen werden, um eine künftige Linie 19 von Château-Landon nach Gambetta zu realisieren. Zuerst müssten jedoch die Züge der Baureihe MF88 außer Dienst gestellt und durch solche der Baureihe MF67 ersetzt werden, da ein Teil der Voie navette nahe der Station Pré-Saint-Gervais als Werkstatt für die sehr störungsanfälligen MF88 dient.
Bei einer Umsetzung würde der aktuell von der Linie 7bis befahrene Tunnel unter der Rue des Bois zwischen Place des Fêtes und Pré-Saint-Gervais zur Betriebsstrecke. Die derzeit nicht im Fahrgastbetrieb genutzten Bahnsteige von Porte des Lilas – Cinema werden zum Bahnhof der neu geschaffenen Verbindung, während die bisher genutzten Bahnsteige der 3bis an der Porte des Lilas inklusive der östlich angrenzenden Wendeschleife nicht mehr für den Linienverkehr benötigt würden.